# Niegodoma
Niegodoma – staropolskie imię męskie, złożone z członów Niego- ("rozkosz") i -doma ("dom"; psł. *domъ oznacza "pomieszczenie, gdzie człowiek żyje ze swoją rodziną"; "wszystko, co jest w domu, rodzina, mienie, majątek", "ród, pokolenie", "strony rodzinne, kraj ojczysty"). Mogło oznaczać "ten, w którego domu zawsze jest szczęśliwie".